# Hanrapetutian hraparak
Hanrapetutian hraparak (orm. Հանրապետության Հրապարակ, pol. plac Republiki) – stacja metra w Erywaniu, położona tuż przy głównym placu stolicy - placu Republiki. Do 1992 stacja nosiła nazwę „Lenini hraparak” (pol. plac Lenina). Pierwotnie planowano jej otwarcie w ramach pierwszego odcinka metra w marcu 1981, lecz ostatecznie ze względu na opóźnienia w budowie została oddana do użytku pod koniec grudnia 1981. 

## Galeria

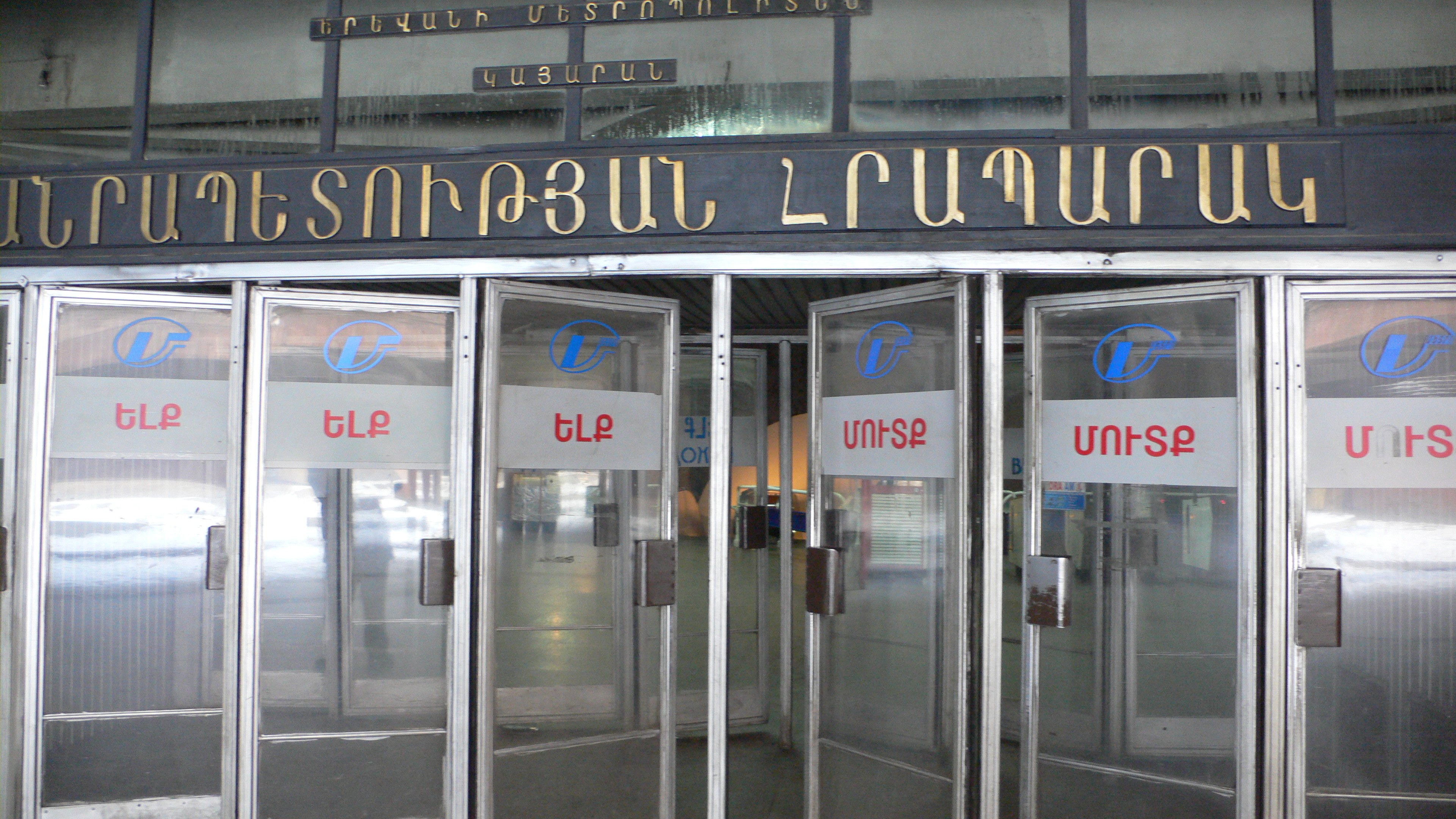
Wejście na stację
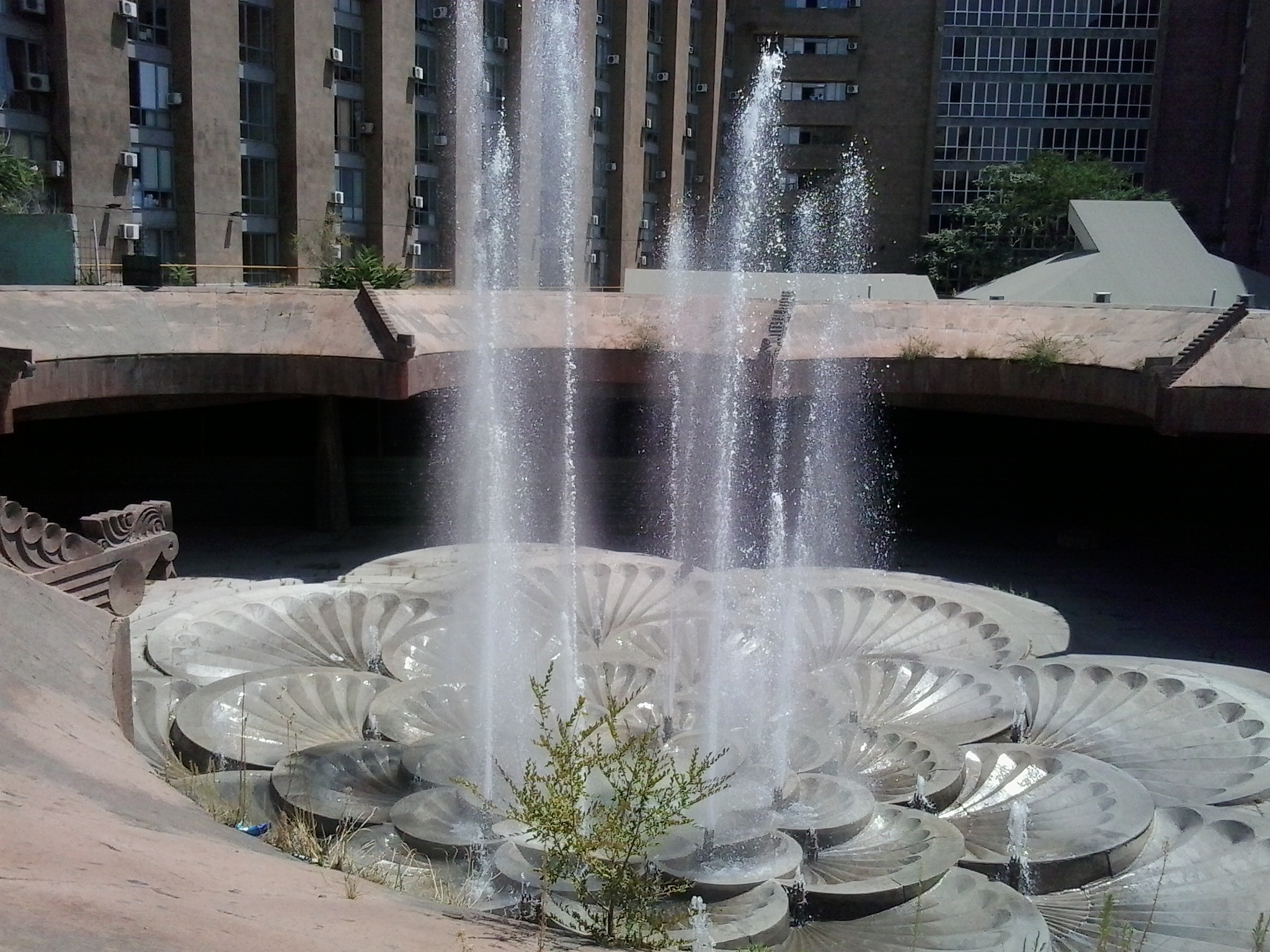
Fontanny, stanowiące charakterystyczny element nadziemnej części stacji